# Neaufles-Auvergny
Neaufles-Auvergny – miejscowość i gmina we Francji, w regionie Normandia, w departamencie Eure.
Według danych na rok 1990 gminę zamieszkiwało 476 osób, a gęstość zaludnienia wynosiła 27 osób/km² (wśród 1421 gmin Górnej Normandii Neaufles-Auvergny plasuje się na 468 miejscu pod względem liczby ludności, natomiast pod względem powierzchni na miejscu 80).